# Zafer Biryol
Zafer Biryol (Rize, 2 ottobre 1976) è un allenatore di calcio ed ex calciatore turco, di ruolo attaccante.

## Carriera

### Club
Ha realizzato 139 gol giocando tra la prima e la terza divisione turca. Inoltre, è stato capocannoniere sia della seconda (2001) sia della prima categoria nazionale (2004).

### Nazionale
Il 18 febbraio del 2004 ha esordito contro la Danimarca (0-1).

## Palmarès

### Individuale
- Capocannoniere della Türkiye 2.Lig: 1

2000-2001, gruppo 4 (15 gol)
- Capocannoniere del campionato turco: 1

2003-2004 (25 gol)